# Tenira
Ténira (en arabe : تنيرة, en berbère : ⵜⴻⵏⵉⵔⴰ) est une commune de la wilaya de Sidi Bel Abbès en Algérie. Elle est située au nord-ouest du pays, à 378 km de la capitale Alger, et à 22 km du chef-lieu de la wilaya, Sidi Bel Abbès.

## Toponymie
Le toponyme de Ténira est d'origine berbère, il signifie la rivière de perdrix selon les ruines trouvées à l'est de Ténira. La ville fondée par les Romains en 212 sous la règne de l'empereur Caracalla. Ténira fait partie de la voie roumaine du sud . Cette Voie frontière entre la Mauritanie césarienne et la Mauritanie de Tanger . La preuve qui confirme cette proposition c'est l'existence massive de perdrix au niveau de la rivière de Ténira qui coule dans le oued d' El Hammam ( SIGA en Rouman ancien). À Ténira , les archéologues ( Demaegh..) a trouvé les ruines d'une citadelle et un aqueduc voûté construit par la légion des roumain . Plusieurs études ont donné mêmes résultats , chose qui prouve bien que Ténira c'est caputtasacora.

## Histoire
Le site a connu le passage de plusieurs civilisations telles que les Romains, les Turcs et les Français.
« Dans la XIVe circonscription archéologique (Lamoricière) qu'il dirige, M. Courtot a signalé la découverte, à trois kilomètres à l'est de Ténira, d'un milliaire de Septime Sévère, qui indiquait la distance de XII milles à partir d'une localité dont le nom a disparu mais qui devait être Kaputtasaccora (Chanzy). Dans la région d'Aïn Témouchent plusieurs inscriptions ont également été signalées. », Marcel Leglay, « L’archéologie algérienne en 1954 », Libyca t. III, 1, 1955, p. 183-208.
Ténira a toujours été le théâtre de combats, vu sa situation géographique. Par exemple, l'armée française a installé le 3e escadron[Quand ?] et en décembre 1959 le PC[Quoi ?] du régiment rejoint également Ténira. D’après Jules Segura Ténira : agrandi en 1879 puis en 1880 a écrit dans son roman L'historique de Télagh[pas clair].
En 1983, un archéologue français[Qui ?] a découvert des traces d'occupation romaine à 5 km de l'est de Ténira[réf. nécessaire]. L'ancien nom donné par les Romains à cette ville, Kapput Tassacora, qui signifie « la vallée du jardin des perdrix », y était présente parmi des inscriptions.[réf. nécessaire]
Un topographe français[Qui ?] déclare[Où ?][Quand ?] : « On eût mieux situé Ténira en l’installant de l’autre côté de la plaine, là où les Romains avaient bâti à mi-côte des mamelons peu élevés, attendu qu’il est exposé en plein aux ardeurs du midi…. Privé des brises de mer et de vents frais de l’Ouest par l’énorme montagne au pied de laquelle il est situé ».
Ténira (qui doit son nom à la rivière La Ténira ou Téniéra), comme toute l’Algérie, a connu la colonisation française qui l'a utilisé pour mettre fin à la liaison entre les gens du sud comme Saïda et El Bayadh et les gens du nord comme Tlemcen et Oran, ce qui explique l'existence de plusieurs casernes et points militaires sur cette ville.[réf. nécessaire]

## Géographie et situation
| Amarnas          | Amarnas; Hassi Dahou; Belarbi | Belarbi      |
| Benachiba Chelia | Tenira                        | Oued Sefioun |
| Teghalimet       | Teghalimet                    | Oued Sefioun |

Ténira est une petite ville située au carrefour de quatre wilayas : Sidi Bel Abbès, Saïda, Tlemcen et Mascara. Du fait de sa situation, Ténira a une importance majeure dans le réseau transport de la région, car elle relie Tlemcen et Saïda.
Ténira est connue pour sa vallée, située entre deux montagnes, à une altitude de 613 mètres environ. Ténira a une superficie de 639 km2.

## Climat
Le climat de Tenira est dit tempéré chaud. À Tenira, les précipitations sont plus importantes en hiver qu'en été. Selon la classification de Köppen-Geiger, le climat est de type Csa, climat tempéré chaud l'été. Sur l'année, la température moyenne à Tenira est de 15.5 °C. Il tombe en moyenne 405 mm de pluie par an.
Avec 3 mm, le mois de juillet est le plus sec. Les précipitations records sont enregistrées en janvier. Elles sont de 56 mm en moyenne. Août est le mois le plus chaud de l'année. La température moyenne est de 25.7 °C à cette période. Le mois le plus froid de l'année est celui de janvier avec une température moyenne de 7.4 °C. Une différence de 53 mm est enregistrée entre le mois le plus sec et le mois le plus humide. Une différence de 18.3 °C existe entre la température la plus basse et la plus élevée sur toute l'année.

## Économie
Ténira est une ville rurale dont la majorité des habitants est active dans l'agriculture. L’élevage de bétail caractérise aussi la région. Tous les ingrédients d'une réussite agricole sont réunis[Interprétation personnelle ?] : terre fertile, existence d'eau potable, un climat équilibré. Ténira a profité de ces conditions pour devenir une région doyenne dans quelques produits agro-alimentaire comme la pomme et la pomme de terre[réf. nécessaire].
Concernant l'industrie, il y eut plusieurs tentatives pour rendre Tenira industrielle, sans succès. Finalement, la ville a protégé son véritable statut de zone rurale.[Interprétation personnelle ?] Par contre, Ténira est connu depuis longtemps comme une zone importante de l'exploitation des mines destinée à la construction, on trouve des mines de marbre à côté de Maleh Fougani.[réf. nécessaire]
Vis-à-vis du commerce, Ténira n'a pas profité de sa situation géographique au croisement des wilayas, sauf le commerce de détail pour la population.[Interprétation personnelle ?]
Ces dernières années Ténira retrouve son véritable style d'être la terre préférable des arbres fruitiers comme à l'époque coloniale ou la vigne était très répandue sur cette vallée riche . On constate la culture de plusieurs arbres fruitiers surtout la pomme, la vigne, le poire, abricot, pêche et même le pistache  et le Grenade...etc.

## Faune et flore
La ville a une énorme réserve d'eau avec plusieurs châteaux d'eau qui approvisionnent les habitants ou les autres régions en déficit. Ténira a une petite chute d’eau, qui se retrouve sur la vallée, appelée communément « chorcha'yra ». Cet endroit était[Quand ?] la place préférée des jeunes, surtout lors des périodes de canicule où elle servait de plage ou de destination touristique.
Edmond Lefranc déclare lors de la séance du 8 décembre 1865 de la Société botanique de France : « ... ce n'est qu'au quarantième kilomètre, à Ain-Sfisef, dans la vallée de l'Oued-el-Hammam, que l'on rencontre de l'eau vive ; au sud, sur la route de Daya, on parcourt 30 kilomètres sans sources avant d'arriver sur l'Oued-Tenira, petit affluent de l'Oued-el-Hammam ; au sud-ouest, vers Tlemcen, Aïn El Hadjar est presque aussi distante de Sidi Bel Abbès... ».
Ténira possède aussi la vallée 'Oued qui était une source naturelle d'eau pour les Ténirais depuis longtemps. Elle a une zone asséchée appelée à l’époque[Quand ?] « dzira » à l'entrée de Ténira, sur la deuxième route qui mène vers Sidi Bel Abbes. Cette zone humide servait d'abri à certains animaux et était un lieu privilégié par les bergers pour leur bétail.

## Transport
Ténira se présente comme une zone clé en ce qui concerne le domaine de réseaux des transports, sa place la définit comme un point de lien entre plusieurs villes et communes. Ténira possède plusieurs routes et chemins qui relient des points différents : route vers  Sidi Bel Abbès, route vers Oued Sefioun qui mène automatiquement à la route de Saïda et aussi à Sfisef et encore jusqu'à Mascara, Tiaret, Relizane ; route qui mène au Telagh, Ras Elma : route qui mène jusqu'à Ben Badis en passant par Ouled Ziad, Tanzarat, Sidi Ali Benyoub...[réf. nécessaire]

## Démographie
La création de la ville remonte à 1858, quand les Français décidèrent de fonder un village dans cette région. Le 29 juillet 1858, un décret signé par l'empereur Napoléon III entérine la création du village. Tandis que la création ou plutôt la présence humaine sur Ténira est très bien longtemps et surtout en commençant vers la période Turque ou la première bâtisse sur ce lieu est en fait un caravansérail ( palais des caravanes, hôtel à l'ancienne)  sur la rive gauche de Oued de Ténira.
Dans cette même période, les turcs ont imposé des impôts sur les tribus de Hemayannes venus de Naama et El Bayadh pour le pâturage pour leurs bétails surtout en printemps. Cela prouve que les colons français y compris l'administration coloniale n'ont pas les premiers qui ont mis leurs pieds ici . 
Dans le même sillage, un historien français a reconnu que Ténira n'est pas un nouveau vilage mais c'est est une succession d'un village . Les Ténirois ont donné leurs accords naturel en regoinant la résistance de l'émir ABDELKADER contre les colons français tout en redonnant un nouveau souffle à son glorieux guerre. A Ténira l'émir ABDELKADER décida de construire deux moulins et un atelier d'arme.
De nombreux indigènes avaient quitté le village, mais leurs terres furent mises sous séquestre en 1846. Les fugitifs finirent par revenir en 1848-50, du moins en grande partie ; mais ils furent désormais des occupants précaires. Quelques-uns essayèrent de vendre leurs terrains au rabais, en cachette. Mais d’année en année, les villages coloniaux s’étendirent sur les meilleures terres : Négrier, Bréa, Bel-Abbès (1849); Saint-André-de-Mascara, Saint-Hippolyte, Saf-saf, Mansoura (1850); Hennaya, Oued-el-Hammam (1851); Sidi Ali Benyoub (1854) ; Prudhon, Sidi Lahssen (1856) ; Perrégaux, Ténira (1858) ; Ouled Mimoun (1859).

## Sport
La pratique du sport est ancienne dans cette petite ville et même les talents sont assez disponibles surtout dans le sport le plus populaire, le football. des sources estiment le foot qui a commencé à jouer le foot remonte au 1900. La première équipe « musulmane » a été fondée en 1946 sous le nom de « La jeunesse sportive musulmane de Ténira ». Les Français avaient quant à eux lancé leur équipe, le 9e hussard, créée en 1958 jusqu'en 1961, pour les représenter et il y avait à l’époque un seul joueur arabe, Mokkadem Mohamed, sous le nom de MOKA. 
Ténira fut le théâtre des débuts professionnels de l'arbitre Belaid Lacarne dans le stade ancien. En ce qui concerne les infrastructures sportives, Ténira avait un stade avec pelouse de gazon naturel réalisé depuis l’époque coloniale qui se trouve normalement au niveau de l’école primaire de Nadji Abdelkader. Actuellement, on joue dans le stade municipal qui a déjà vingt ans. En plus de ce stade, il y a une salle omnisports pour les sports collectifs. Ténira avait aussi une école de boxe active et elle a fait sortir des meilleurs champions dans sa région dans cette discipline[réf. nécessaire].

## Culture locale et patrimoine

### Patrimoine local
Ténira est connue pour ses traditions  ancestrales en matière de générosité, hospitalité qui reflètent l'origine de ses  habitants qui est de Sahara ( Hmayen) ,,, . Waãda de Ténira est un évènement social, culturel, économique incontournable qui se déroule annuellement à la fin de la deuxième semaine d'août. C'est une tradition marquée par la venue des troupes de cavaliers pour donner des spectacles de Fantasia et des troupes artistiques ( Alaoui, Ghayta, Arobi et Malhoune,,,,) de plusieurs coins du pays.

### Manifestations culturelles et festivités
Ténira est célèbre pour la fête annuelle qu'elle fait depuis plusieurs années, communément connu sous le nom de « La wa'ada de Ténira ». Il s'agit d'une fête à caractère religieux-civil, selon les anciens a une devise de « rencontre et réconciliation ». Lors de cette fête,les visiteurs et les touristes venus de nombreux wilayas d’Algérie et des immigrés et parfois des étrangers pour prendre plaisir de toutes les animations proposées comme la danse et les poèmes animées par les troupes folkloriques locale et des poètes soit par la fantasia animée par les cavaliers de « a'alfa » venu participer à ces festivités. Les visiteurs s’étaient servis par les habitants locaux le long du fête surtout par le TA'AM  en arabe الطعام le plat traditionnel appréciés par tous suivi par la tasse de thé au menthe, tout cela reflète dignement la générosité et la courtoisie des Ténirais.[réf. nécessaire]

Fantasia 2014.
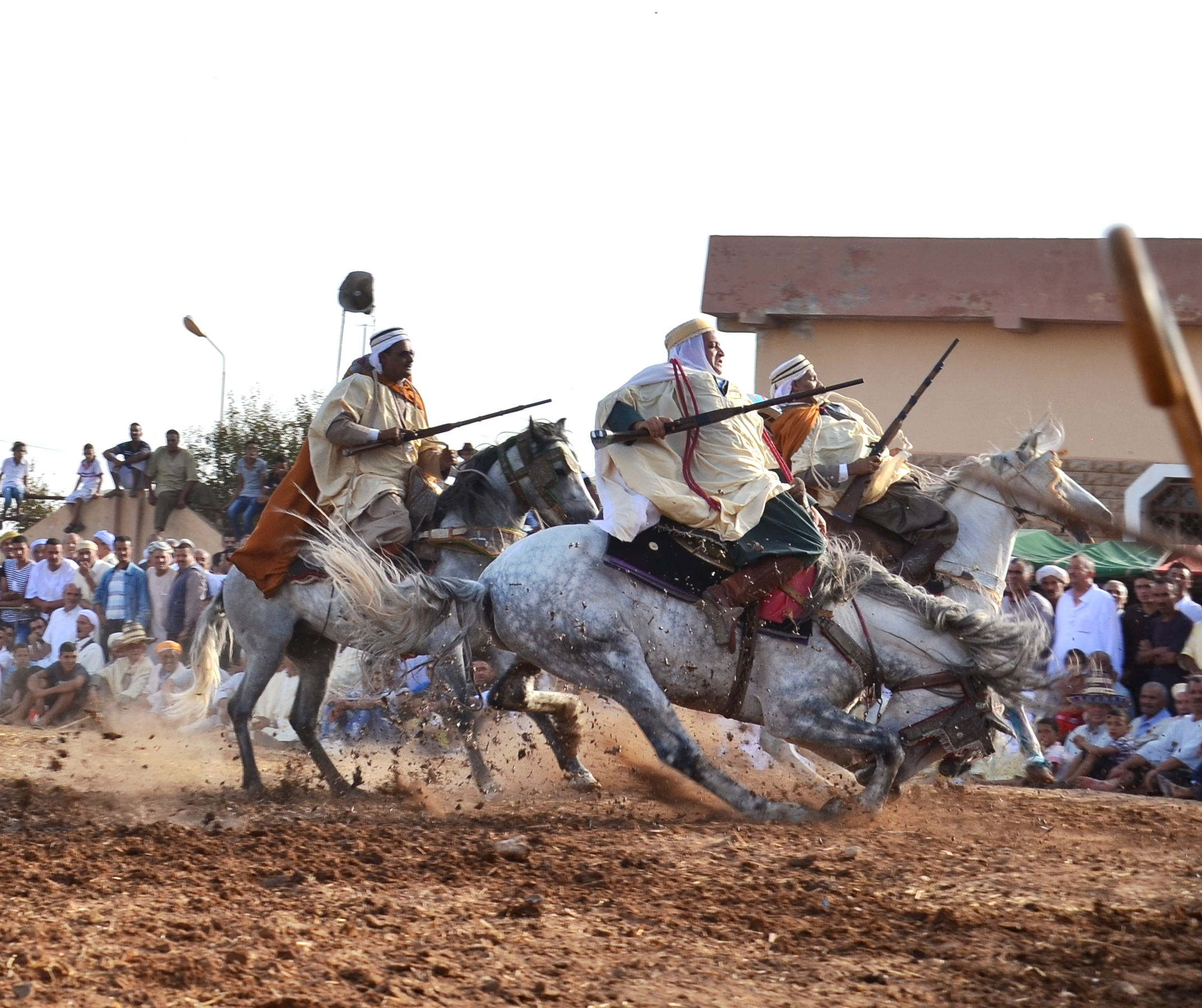
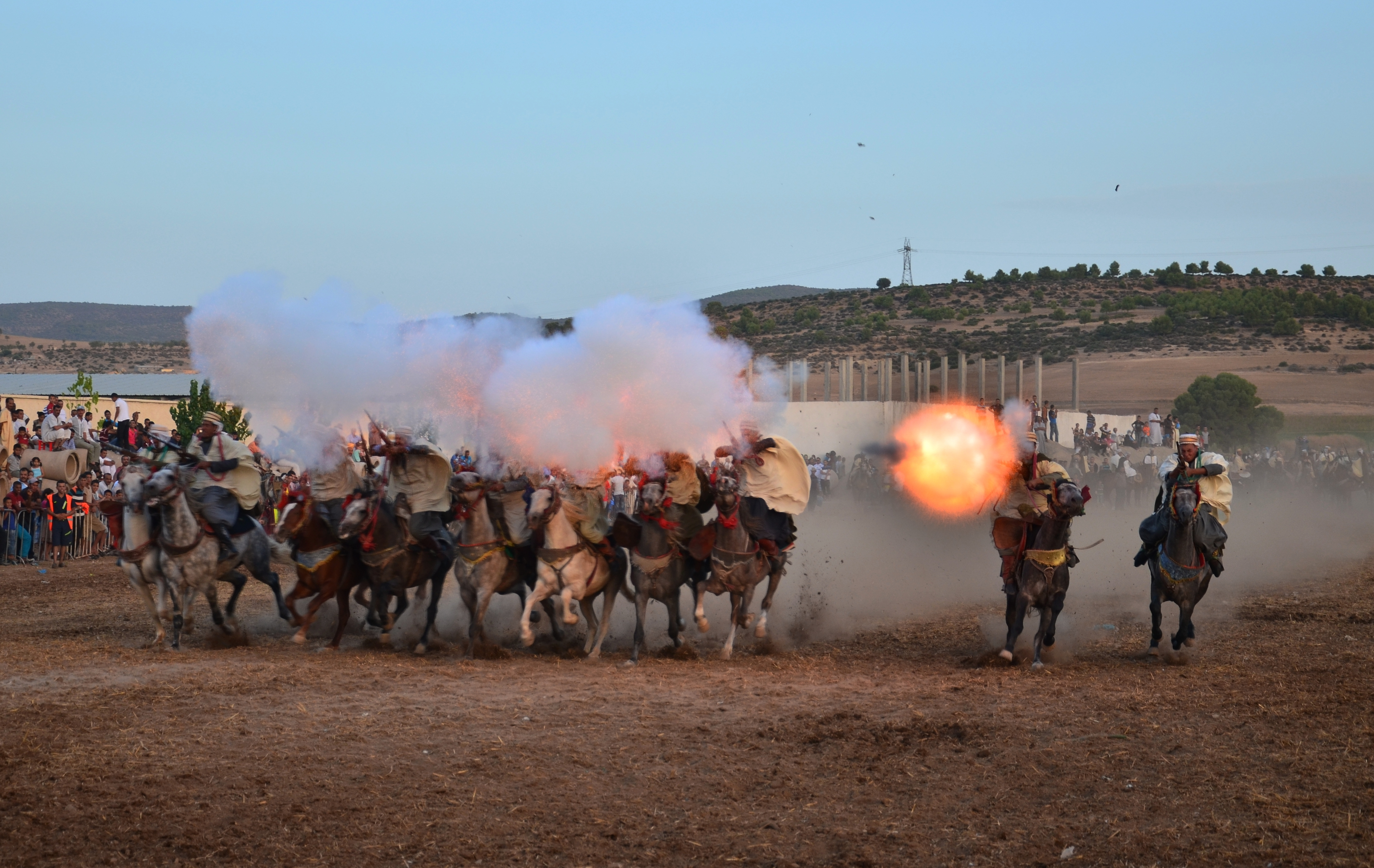
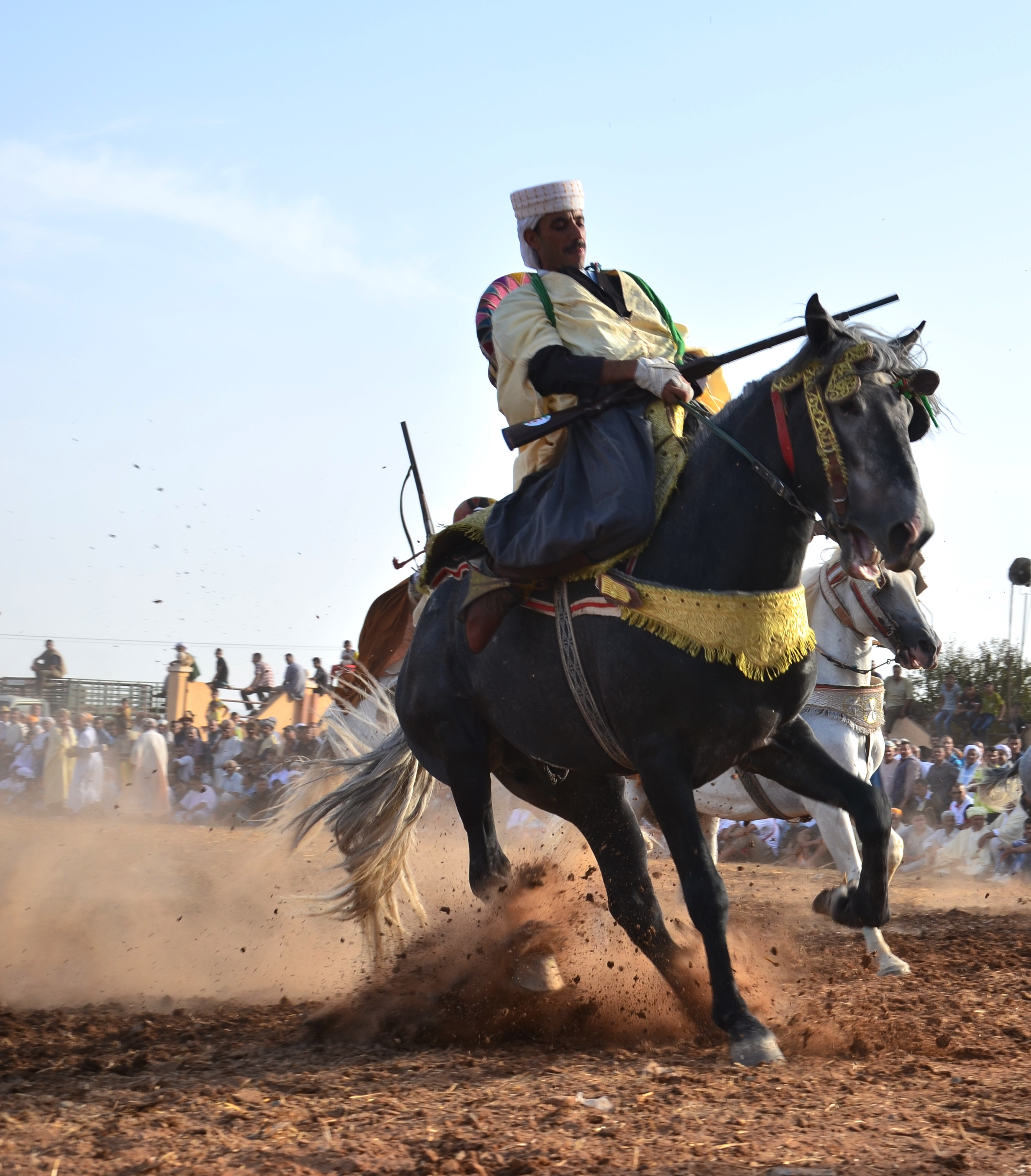
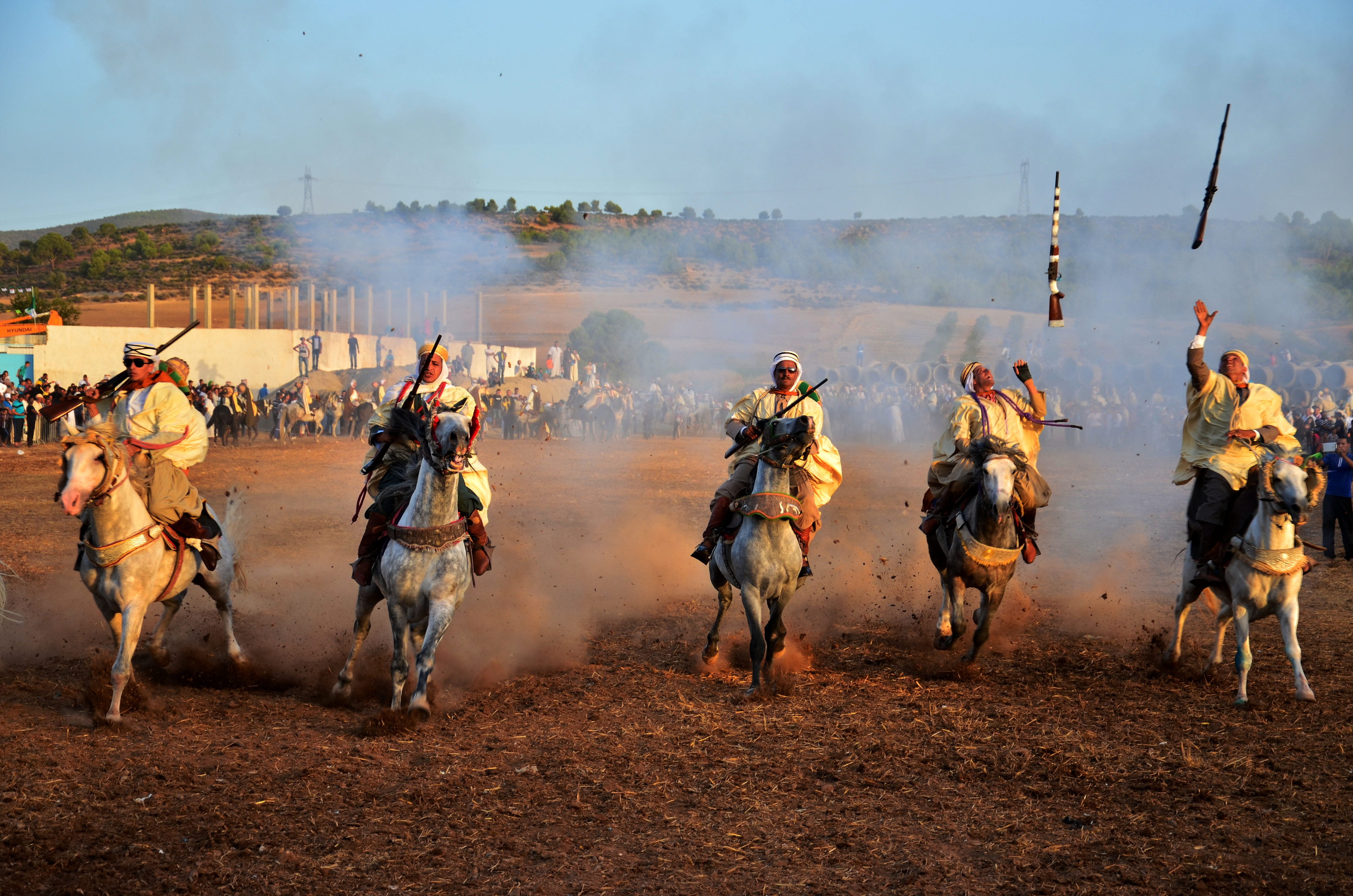
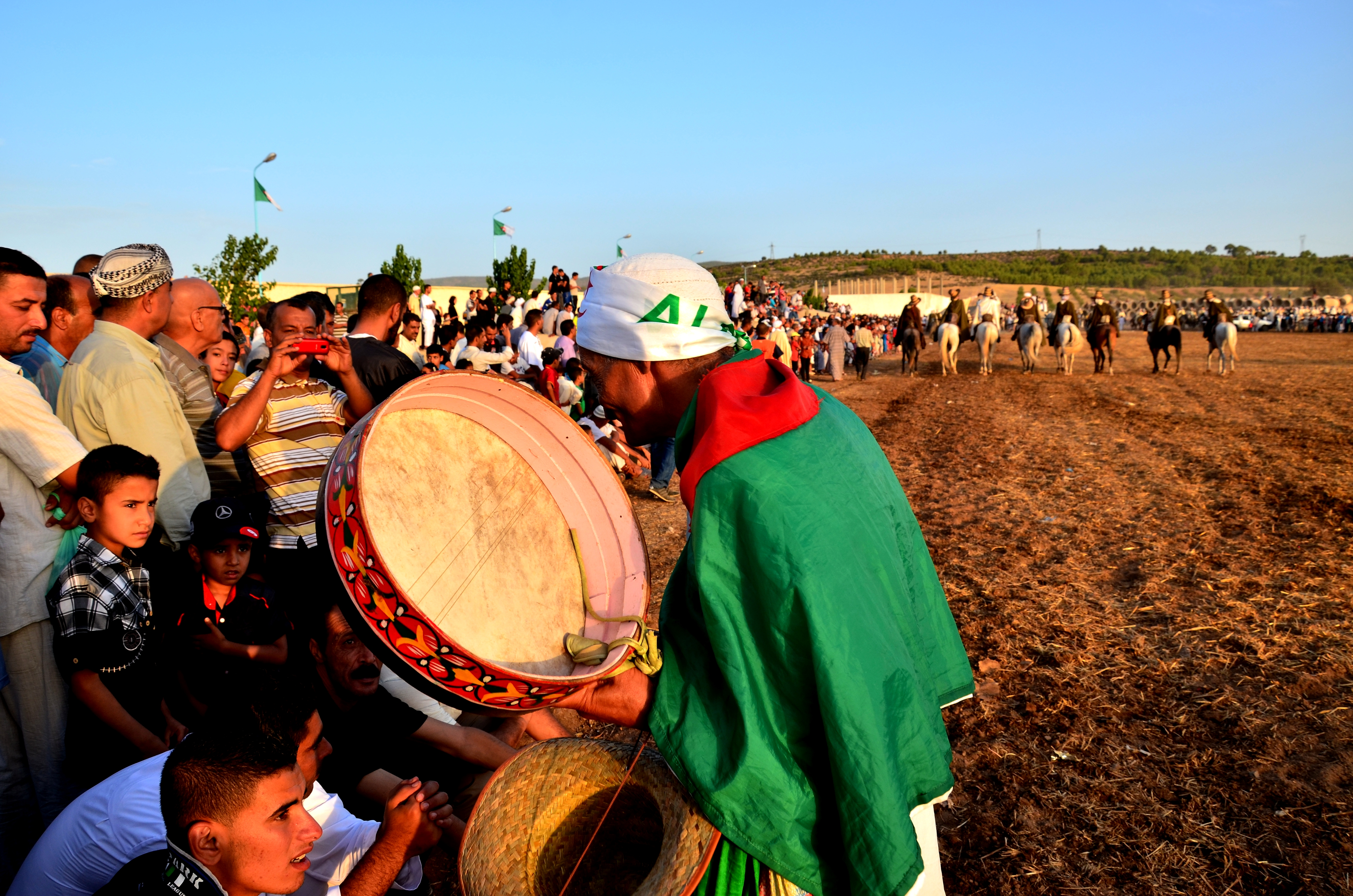

## Surnoms
- Ténira a obtenu le prix des villages les plus beaux d'Algérie.[réf. nécessaire]
- Surnommée « le petit Aurès », ce nom reflèterait le courage qu'ont eu les Ténirais lors de la guerre de la libération.[réf. nécessaire]
- Surnommée aussi « le jardin » (en arabe البستان), ce surnom a été donné par un poète populaire,  Mostapha Ben Brahim.[réf. nécessaire]
- Surnommée également « Le village des roses » par les colons français.[réf. nécessaire]

## Ténira dans les écrits
- « En 1978, encore étudiant à l’université d’Es-Sénia d’Oran, j’ai eu la chance de rencontrer Kateb Yacine. Écouter en tête à tête Kateb Yacine. Cela s’est passé à Ténira, petit village agricole dans la wilaya de Sidi Bel-Abbès. C’était un beau jour de printemps, en avril. Assis, Kateb et moi, à même le trottoir, devant le seuil de sa petite maison rurale, il m’a offert une tasse de café, il m’a répondu : “Ici, dans ce village, je suis entre de bonnes mains, celles de ces braves hommes, les fellahs moudjahidine. Je suis entouré par mon peuple. Ce sont "eux", ceux d’Alger, qui sont en exil.” Je me suis rappelé de cette rencontre avec Kateb Yacine et de ses propos historiques. », Amin Zaoui, « Pourquoi cette animosité envers nos écrivains ? », Chroniques régulières, La Une CED, Les Chroniques, 20 janvier 2012 [lire en ligne].

- « ...quand il ne vendait pas des légumes ou de l'agua limon, il allait confectionner, à la forêt de Ténira, des fagots qu'il ramenait sur sa petite charrette et qu'il allait vendre aux boulangers pour qu'ils pussent chauffer leur four... », Ralph Storia, Autrefois, la Mékerra : Souvenirs d'enfance d'un Bélabésien (Opus 1), p. 33.

- « Ce n'est pas sans une vive satisfaction qu'en allant de Sidi-bel-Abbès à Mascara ou à Daya, on arrive à Aïn-Sfisef ou sur l'Oued-Tenira : Aïn-Sftsef ! tes eaux vives et les ombrages de tes beaux Peupliers (Sfisef) et des Pistachiers atlantiques dix fois séculaires, tes splendides voisins, ne seront jamais oubliés ; sources de la Ténira ! le culte du souvenir vous le méritez bien aussi. […] Le Phaca bœtica descend bien des bois de la Tenira. […] Au sud, soit qu'on prenne la route de la vallée de la Tenira ou celle de la vallée de la Mekerra, par Sidi-Ali-ben-Youb, on rencontre comme espèces étrangères à la plaine de Sidi-bel-Abbès : […] », Edmond Lefranc, « Sidi-Bel-Abbès. Topographie, Climatologie et Botanique », Bulletin de la Société botanique de France, vol. 12 n°9, 1865, p. 386-389 [lire en ligne]

## Personnalités liées à Ténira
- Kateb Yacine, y vit dix ans, de 1980 à 1989.
- Maamar Boudali, personnalité locale, révolutionnaire et le premier martyr de la région de Ténira, exécuté après l'interception du premier convoi d'armes pour l'Oranie ; membre de l'Étoile nord-africaine (ENA) et du Parti du peuple algérien (PPA)
- El Hadj Haoussine, ancien officier de l'ALN, vice-ministre de l'Energie et des Industries Pétrochimiques (1984). Son frère aîné, El Hadj Ali (né en 1917), détenu, créa et dirigea la cellule du PPA de Ténira. El Hadj Boubekeur (né en 1925), représentait les Oulémas à Ténira. Vice-président de la Délégation Spéciale de Ténira (1962, Président : Kemane Kaddour, détenu, ex-PPA). El Hadj Mohamed (né en 1933), instructeur de l'ALN, ancien élève, avec Kemane Mohamed, de l'Institut Benbadis de Constantine. El Hadj Atman (1927), premier secrétaire général de la municipalité de Ténira.
- Amazigh Kateb, chanteur de Gnawa Diffusion, y a passé son enfance
- L'Emir Abd el-Kader, s'installa à Ténira en 1842 après la chute de Sidi Bel-Abbès et de Tlemcen en construisant un atelier et un moulin à proximité d'un gisement naturel de kaolin dans une montagne.
- Hadj Hamid un médecin, écrivain, journaliste.
- Stéphane Gsell, archéologue et historien français, spécialiste de l'Afrique romaine et plus particulièrement de l'Algérie romaine.
- BRIDJA Abdelhamid enseignant, artiste, auteur littéraire, journaliste culturel, historien, chercheur en patrimoine culturel algérien.